# Talwéoghin
Talwéoghin est une localité située dans le département de Pissila de la province du Sanmatenga dans la région Centre-Nord au Burkina Faso.

## Géographie
Talwéoghin se trouve à 9 km au nord-ouest de Firka, à environ 18 km au nord du centre de Pissila, le chef-lieu du département, et à environ 40 km au nord-est de Kaya, la capitale régionale.

## Économie
L'agro-pastoralisme est l'activité principale de Talwéoghin, qui bénéficie de l'irrigation par les eaux du barrage de retenue sur la rivière Gouaya juste au nord du village, avec les échanges commerciaux pratiqués sur son marché local.

## Éducation et santé
Le centre de soins le plus proche de Talwéoghin est le centre de santé et de promotion sociale (CSPS) de Firka tandis que le centre hospitalier régional (CHR) se trouve à Kaya.
Talwéoghin possède un centre permanent de d'alphabétisation et de formation (CPAF) ainsi qu'une école franco-arabe privée.